# 奈特森 (加利福尼亞州)
奈特森（英語：Knightsen）是位於美國加利福尼亞州康特拉科斯塔縣的一個人口普查指定地區。

## 地理
奈特森的座標為37°58′08″N 121°40′05″W / 37.96889°N 121.66806°W，而該地最高點為海拔高度9米（即30英尺）。

## 人口
根據2010年美國人口普查的數據，奈特森的面積為21.899平方千米，當中陸地面積為21.669平方千米，而水域面積為0.230平方千米。當地共有人口1568人，而人口密度為每平方千米71人。